# Mahesh Bhupathi
Mahesh Shrinivas Bhupathi (tamil: மகேஷ் பூபதி, * 7. Juni 1974 in Chennai) ist ein ehemaliger indischer Tennisspieler, der sich hauptsächlich auf das Doppel spezialisiert hatte.

## Karriere

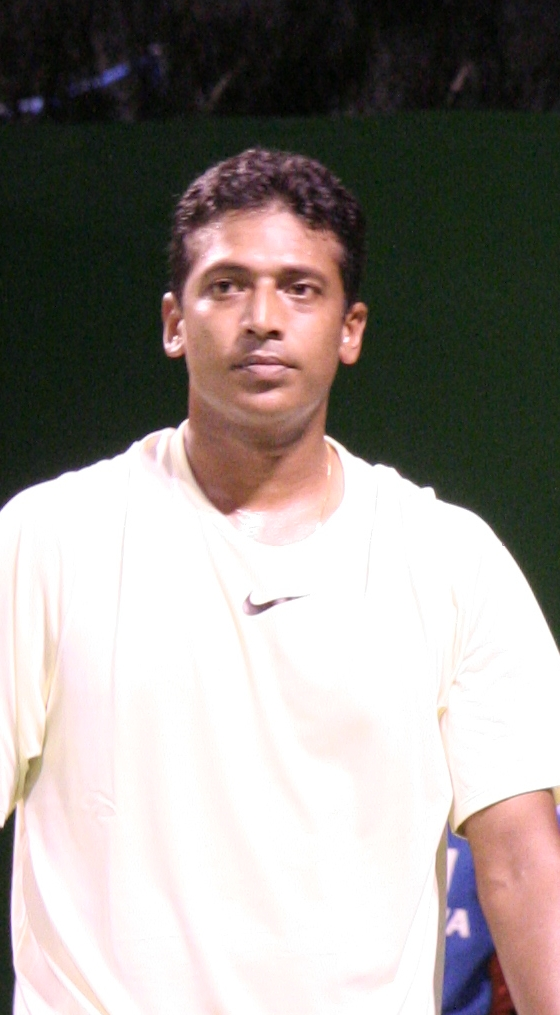
2007 bei den Australian Open

Mahesh Bhupathi gehörte im Tennis-Doppel ab 1997 zur Weltklasse. Er gewann 52 Turniere der ATP Tour und vier Grand-Slam-Titel im Doppel sowie sieben im Mixed.
Bhupathi war vor allem als Partner von Leander Paes erfolgreich, an dessen Seite er 26 Titel gewann. Der so genannte „Indian Express“ kann im Davis Cup eine besonders eindrucksvolle Bilanz vorweisen: Zwischen 1996 und 2011 hatten Bhupathi und Paes dort kein Doppel verloren; sie blieben die letzten 25 Davis-Cup-Partien ungeschlagen. Ab Ende der 1990er Jahre beschränkte sich Bhupathi auf das Doppel. Sein Karriere-Highlight im Einzel erlebte er im Februar 1996 ebenfalls im Davis Cup, als er mit Erfolgen gegen Jan Siemerink und Jacco Eltingh in Jaipur seinem Team den 3:2-Sieg gegen die Niederlande sicherte.
Bhupathi hatte im Laufe seiner Karriere mehrere Doppelpartner. Auch zusammen mit Maks Mirny und Mark Knowles gewann er jeweils mehrere Titel. Die beste Bilanz aber hat er mit Leander Paes, an dessen Seite er ab Beginn seiner Karriere zunächst bis 2002 regelmäßig spielte und 22 Turniere gewann. 2004 und in der Saison 2011 spielten die beiden nochmals einige Turniere zusammen und gewannen weitere vier Titel.
Im Mixed gewann er sieben Grand-Slam-Titel mit sieben verschiedenen Partnerinnen.
2001 wurde Mahesh Bhupathi mit dem Padma Shri, dem vierthöchsten indischen Zivilorden, ausgezeichnet.

## Erfolge
| Legende                                                |
| Grand Slam (11)                                        |
| Tennis Masters Cup / ATP World Tour Finals             |
| ATP Masters Series / ATP World Tour Masters 1000 (16)  |
| ATP International Series Gold / ATP World Tour 500 (8) |
| ATP International Series / ATP World Tour 250 (24)     |
| ATP Challenger Tour (14)                               |

| Titel nach Belag |
| Hartplatz (39)   |
| Sand (14)        |
| Rasen (3)        |
| Teppich (3)      |

### Einzel

#### Turniersiege
| Nr. | Datum            | Turnier | Belag     | Finalgegner | Ergebnis      |
| --- | ---------------- | ------- | --------- | ----------- | ------------- |
| 1.  | 23. Oktober 1994 | Jakarta | Hartplatz | Igor Šarić  | 6:2, 4:6, 6:4 |

### Doppel

#### Turniersiege

##### ATP World Tour
| Nr. | Datum              | Turnier                | Belag         | Partner             | Finalgegner                            | Ergebnis              |
| --- | ------------------ | ---------------------- | ------------- | ------------------- | -------------------------------------- | --------------------- |
| 1.  | 7. April 1997      | Chennai (1)            | Hartplatz     | Leander Paes 1      | Oleg Ogorodov Eyal Ran                 | 7:6, 7:5              |
| 2.  | 28. April 1997     | Prag                   | Sand          | Leander Paes 2      | Petr Luxa David Škoch                  | 6:1, 6:1              |
| 3.  | 28. Juli 1997      | Kanada Masters (1)     | Hartplatz     | Leander Paes 3      | Sébastien Lareau Alex O’Brien          | 7:6, 6:3              |
| 4.  | 11. August 1997    | New Haven (1)          | Hartplatz     | Leander Paes 4      | Sébastien Lareau Alex O’Brien          | 6:4, 6:7, 6:2         |
| 5.  | 29. September 1997 | Peking (1)             | Hartplatz     | Leander Paes 5      | Alex O’Brien Jim Courier               | 7:5, 7:6              |
| 6.  | 6. Oktober 1997    | Singapur               | Teppich (i)   | Leander Paes 6      | Rick Leach Jonathan Stark              | 6:4, 6:4              |
| 7.  | 5. Januar 1998     | Doha                   | Hartplatz     | Leander Paes 7      | Olivier Delaître Fabrice Santoro       | 6:4, 3:6, 6:4         |
| 8.  | 9. Februar 1998    | Dubai (1)              | Hartplatz     | Leander Paes 8      | Donald Johnson Francisco Montana       | 6:2, 7:5              |
| 9.  | 6. April 1998      | Chennai (2)            | Hartplatz     | Leander Paes 9      | Olivier Delaître Maks Mirny            | 6:7, 6:3, 6:2         |
| 10. | 11. Mai 1998       | Rom Masters (1)        | Sand          | Leander Paes 10     | Ellis Ferreira Rick Leach              | 6:4, 4:6, 7:6         |
| 11. | 5. Oktober 1998    | Shanghai               | Hartplatz     | Leander Paes 11     | Todd Woodbridge Mark Woodforde         | 6:4, 6:7, 7:6         |
| 12. | 2. November 1998   | Paris Masters (1)      | Teppich (i)   | Leander Paes 12     | Jacco Eltingh Paul Haarhuis            | 6:4, 6:2              |
| 13. | 5. April 1999      | Chennai (3)            | Hartplatz     | Leander Paes 13     | Wayne Black Neville Godwin             | 4:6, 7:5, 6:4         |
| 14. | 24. Mai 1999       | French Open (1)        | Sand          | Leander Paes 14     | Goran Ivanišević Jeff Tarango          | 6:2, 7:5              |
| 15. | 21. Juni 1999      | Wimbledon              | Rasen         | Leander Paes 15     | Paul Haarhuis Jared Palmer             | 6:710, 6:3, 6:4, 7:64 |
| 16. | 22. Mai 2000       | St. Pölten             | Sand          | Andrew Kratzmann    | Andrea Gaudenzi Diego Nargiso          | 7:610, 6:72, 6:4      |
| 17. | 9. Oktober 2000    | Tokio                  | Hartplatz     | Leander Paes 16     | Michael Hill Jeff Tarango              | 6:4, 6:71, 6:3        |
| 18. | 23. April 2001     | Atlanta                | Sand          | Leander Paes 17     | Rick Leach David Macpherson            | 6:3, 7:67             |
| 19. | 30. April 2001     | Houston                | Sand          | Leander Paes 18     | Kevin Kim Jim Thomas                   | 7:64, 6:2             |
| 20. | 28. Mai 2001       | French Open (2)        | Sand          | Leander Paes 19     | Petr Pála Pavel Vízner                 | 7:65, 6:3             |
| 21. | 6. August 2001     | Cincinnati Masters (1) | Hartplatz     | Leander Paes 20     | Martin Damm David Prinosil             | 7:63, 6:3             |
| 22. | 6. Januar 2002     | Chennai (4)            | Hartplatz     | Leander Paes 21     | Tomáš Cibulec Ota Fukárek              | 5:7, 6:2, 7:5         |
| 23. | 29. April 2002     | Mallorca               | Sand          | Leander Paes 22     | Julian Knowle Michael Kohlmann         | 6:2, 6:4              |
| 24. | 13. Mai 2002       | Hamburg Masters        | Sand          | Jan-Michael Gambill | Jonas Björkman Todd Woodbridge         | 6:2, 6:4              |
| 25. | 19. August 2002    | Long Island            | Hartplatz     | Mike Bryan          | Petr Pála Pavel Vízner                 | 6:3, 6:4              |
| 26. | 26. August 2002    | US Open                | Hartplatz     | Maks Mirny 1        | Jiří Novák Radek Štěpánek              | 6:3, 3:6, 6:4         |
| 27. | 7. April 2003      | Estoril                | Sand          | Maks Mirny 2        | Lucas Arnold Ker Mariano Hood          | 6:1, 6:2              |
| 28. | 14. April 2003     | Monte Carlo Masters    | Sand          | Maks Mirny 3        | Michaël Llodra Fabrice Santoro         | 6:4, 3:6, 7:66        |
| 29. | 4. August 2003     | Kanada Masters (2)     | Hartplatz     | Maks Mirny 4        | Jonas Björkman Todd Woodbridge         | 6:3, 7:64             |
| 30. | 29. September 2003 | Moskau                 | Teppich (i)   | Maks Mirny 5        | Wayne Black Kevin Ullyett              | 6:3, 7:5              |
| 31. | 13. Oktober 2003   | Madrid Masters         | Hartplatz (i) | Maks Mirny 6        | Wayne Black Kevin Ullyett              | 6:2, 2:6, 6:3         |
| 32. | 12. Januar 2004    | Auckland               | Hartplatz     | Fabrice Santoro 1   | Jiří Novák Radek Štěpánek              | 4:6, 7:5, 6:3         |
| 33. | 1. März 2004       | Dubai (2)              | Hartplatz     | Fabrice Santoro 2   | Jonas Björkman Leander Paes            | 6:2, 4:6, 6:4         |
| 34. | 3. Mai 2004        | Rom Masters (2)        | Sand          | Maks Mirny 7        | Wayne Arthurs Paul Hanley              | 2:6, 6:3, 6:4         |
| 35. | 5. Juli 2004       | Båstad                 | Sand          | Jonas Björkman      | Simon Aspelin Todd Perry               | 4:6, 7:62, 7:66       |
| 36. | 26. Juli 2004      | Kanada Masters (3)     | Hartplatz     | Leander Paes 23     | Jonas Björkman Maks Mirny              | 6:4, 6:2              |
| 37. | 10. Januar 2005    | Sydney                 | Hartplatz     | Todd Woodbridge     | Arnaud Clément Michaël Llodra          | 6:3, 6:3              |
| 38. | 11. September 2006 | Peking (2)             | Hartplatz     | Mario Ančić 1       | Michael Berrer Kenneth Carlsen         | 6:4, 6:3              |
| 39. | 15. September 2006 | Mumbai                 | Hartplatz     | Mario Ančić 2       | Rohan Bopanna Mustafa Ghouse           | 6:4, 6:76, [10:8]     |
| 40. | 5. August 2007     | Kanada Masters (4)     | Hartplatz     | Pavel Vízner        | Paul Hanley Kevin Ullyett              | 6:4, 6:4              |
| 41. | 19. August 2007    | New Haven (2)          | Hartplatz     | Nenad Zimonjić      | Mariusz Fyrstenberg Marcin Matkowski   | 6:3, 6:3              |
| 42. | 25. Februar 2008   | Memphis                | Hartplatz (i) | Mark Knowles 1      | Sanchai Ratiwatana Sonchat Ratiwatana  | 7:65, 6:2             |
| 43. | 3. März 2008       | Dubai (3)              | Hartplatz     | Mark Knowles 2      | Martin Damm Pavel Vízner               | 7:5, 7:67             |
| 44. | 20. Oktober 2008   | Basel                  | Hartplatz (i) | Mark Knowles 3      | Christopher Kas Philipp Kohlschreiber  | 6:3, 6:3              |
| 45. | 10. August 2009    | Kanada Masters (5)     | Hartplatz     | Mark Knowles 4      | Maks Mirny Andy Ram                    | 6:4, 6:3              |
| 46. | 14. November 2010  | Paris Masters (2)      | Hartplatz (i) | Maks Mirny 8        | Mark Knowles Andy Ram                  | 7:5, 7:5              |
| 47. | 9. Januar 2011     | Chennai (5)            | Hartplatz     | Leander Paes 24     | Robin Haase David Martin               | 6:2, 6:73, [10:7]     |
| 48. | 3. April 2011      | Miami Masters          | Hartplatz     | Leander Paes 25     | Daniel Nestor Maks Mirny               | 6:75, 6:2, [10:5]     |
| 49. | 21. August 2011    | Cincinnati Masters (2) | Hartplatz     | Leander Paes 26     | Michaël Llodra Nenad Zimonjić          | 7:64, 7:62            |
| 50. | 3. März 2012       | Dubai (4)              | Hartplatz     | Rohan Bopanna 1     | Mariusz Fyrstenberg Marcin Matkowski   | 6:4, 3:6, [10:5]      |
| 51. | 4. November 2012   | Paris Masters (3)      | Hartplatz (i) | Rohan Bopanna 2     | Aisam-ul-Haq Qureshi Jean-Julien Rojer | 7:66, 6:3             |
| 52. | 3. März 2013       | Dubai (5)              | Hartplatz     | Michaël Llodra      | Robert Lindstedt Nenad Zimonjić        | 7:66, 7:66            |

##### ATP Challenger Tour
| Nr. | Datum              | Turnier           | Belag       | Partner           | Finalgegner                             | Ergebnis         |
| --- | ------------------ | ----------------- | ----------- | ----------------- | --------------------------------------- | ---------------- |
| 1.  | 18. Dezember 1994  | Adelaide          | Rasen       | Dick Norman       | Scott Draper Peter Tramacchi            | 7:6, 7:6         |
| 2.  | 10. September 1995 | Aruba (1)         | Hartplatz   | Leander Paes 1    | Jose-Antonio Conde Christo van Rensburg | 6:4, 4:6, 7:6    |
| 3.  | 28. April 1996     | Fargʻona          | Hartplatz   | Leander Paes 2    | Geoff Grant Maurice Ruah                | 6:3, 7:6         |
| 4.  | 8. September 1996  | Aruba (2)         | Hartplatz   | Leander Paes 3    | Sébastien Leblanc Grant Stafford        | 6:2, 6:2         |
| 5.  | 15. September 1996 | Chennai           | Hartplatz   | Leander Paes 4    | Sander Groen Oleg Ogorodov              | 7:5, 6:1         |
| 6.  | 29. September 1996 | Peking            | Hartplatz   | Peter Tramacchi 1 | Nir Welgreen Andrés Zingman             | 6:2, 6:3         |
| 7.  | 2. November 1996   | Ahmedabad         | Sand        | Leander Paes 5    | Georg Blumauer Udo Plamberger           | 6:3, 3:6, 6:3    |
| 8.  | 15. Februar 1998   | Singapur          | Hartplatz   | Leander Paes 6    | Donald Johnson Francisco Montana        | 6:2, 7:5         |
| 9.  | 23. Februar 1997   | Kyōto             | Teppich (i) | Wayne Black       | Satoshi Iwabuchi Takao Suzuki           | 6:4, 6:7, 6:1    |
| 10. | 13. April 1997     | Prag              | Sand        | Leander Paes 7    | Devin Bowen Tuomas Ketola               | 6:4, 6:0         |
| 11. | 10. Mai 1997       | Jerusalem         | Hartplatz   | Leander Paes 8    | Wayne Black Kevin Ullyett               | 6:7, 6:2, 7:6    |
| 12. | 1. März 1998       | Ho-Chi-Minh-Stadt | Hartplatz   | Peter Tramacchi 2 | Maks Mirny Kevin Ullyett                | 6:4, 6:0         |
| 13. | 21. Februar 2016   | Neu-Delhi         | Hartplatz   | Yuki Bhambri      | Saketh Myneni Sanam Singh               | 6:3, 4:6, [10:5] |

### Mixed
| Nr. | Datum              | Turnier             | Belag     | Partnerin          | Finalgegner                       | Ergebnis      |
| --- | ------------------ | ------------------- | --------- | ------------------ | --------------------------------- | ------------- |
| 1.  | 1. Juni 1997       | French Open         | Sand      | Rika Hiraki        | Patrick Galbraith Lisa Raymond    | 6:4, 6:1      |
| 2.  | 12. September 1999 | US Open (1)         | Hartplatz | Ai Sugiyama        | Donald Johnson Kimberly Po        | 6:4, 6:4      |
| 3.  | 7. Juli 2002       | Wimbledon (1)       | Rasen     | Jelena Lichowzewa  | Daniela Hantuchová Kevin Ullyett  | 6:2, 1:6, 6:1 |
| 4.  | 3. Juli 2005       | Wimbledon (2)       | Rasen     | Mary Pierce        | Tetjana Perebyjnis Paul Hanley    | 6:4, 6:2      |
| 5.  | 11. September 2005 | US Open (2)         | Hartplatz | Daniela Hantuchová | Nenad Zimonjić Katarina Srebotnik | 6:4, 6:2      |
| 6.  | 29. Januar 2006    | Australian Open (1) | Hartplatz | Martina Hingis     | Jelena Lichowzewa Daniel Nestor   | 6:3, 6:3      |
| 7.  | 1. Februar 2009    | Australian Open (2) | Hartplatz | Sania Mirza        | Nathalie Dechy Andy Ram           | 6:3, 6:1      |

## Abschneiden bei bedeutenden Turnieren

### Doppel
Die Tabelle listet die Ergebnisse der Grand-Slam-Turniere, der ATP Finals, der Olympischen Spiele, des Davis Cups und der Masters-Turniere auf.
| Turnier           | 2016 | 2015 | 2014 | 2013 | 2012 | 2011 | 2010 | 2009 | 2008 | 2007 | 2006 | 2005 | 2004 | 2003 | 2002 | 2001 | 2000 | 1999 | 1998 | 1997 | 1996 | 1995 | Karriere |
| ----------------- | ---- | ---- | ---- | ---- | ---- | ---- | ---- | ---- | ---- | ---- | ---- | ---- | ---- | ---- | ---- | ---- | ---- | ---- | ---- | ---- | ---- | ---- | -------- |
| Australian Open   | 2    | 1    | 2    | AF   | AF   | F    | 1    | F    | HF   | VF   | AF   | VF   | VF   | 1    | 2    | 1    | —    | F    | HF   | 1    | —    | —    | 3 × F    |
| French Open       | —    | 1    | —    | 1    | 1    | 2    | 2    | AF   | 1    | HF   | VF   | 1    | HF   | VF   | HF   | S    | 2    | S    | HF   | 2    | —    | —    | 2 × S    |
| Wimbledon         | —    | 1    | —    | VF   | 2    | 2    | AF   | VF   | 1    | —    | 1    | 2    | AF   | F    | VF   | 1    | AF   | S    | 2    | 1    | —    | —    | 1 × S    |
| US Open           | —    | —    | —    | 1    | 1    | VF   | 2    | F    | AF   | 2    | 1    | AF   | AF   | VF   | S    | 1    | 1    | F    | HF   | HF   | —    | 2    | 1 × S    |
| ATP Finals        | —    | —    | —    | —    | F    | HF   | F    | HF   | —    | —    | —    | —    | RR   | RR   | —    | RR   | F    | F    | RR   | F    | —    | —    | 5 × F    |
| Indian Wells      | —    | —    | —    | 1    | 1    | AF   | 1    | AF   | VF   | 1    | 1    | 1    | HF   | AF   | AF   | 1    | —    | HF   | —    | —    | —    | —    | 2 × HF   |
| Miami             | —    | —    | 1    | AF   | HF   | S    | F    | 1    | F    | 1    | —    | VF   | AF   | 1    | VF   | —    | —    | —    | 2    | 2    | —    | —    | 1 × S    |
| Monte Carlo       | —    | —    | —    | AF   | AF   | —    | F    | VF   | F    | AF   | HF   | VF   | VF   | S    | 1    | HF   | —    | AF   | HF   | —    | —    | —    | 1 × S    |
| Madrid            | AF   | 1    | —    | VF   | HF   | —    | —    | AF   | F    | —    | AF   | VF   | HF   | S    | F    |      |      |      |      |      |      |      | 1 × S    |
| Rom               | —    | —    | —    | F    | HF   | AF   | AF   | HF   | AF   | 1    | AF   | HF   | S    | HF   | VF   | 1    | 1    | 1    | S    | —    | —    | —    | 2 × S    |
| Hamburg           |      |      |      |      |      |      |      |      | AF   | AF   | 1    | VF   | AF   | F    | S    | 1    | AF   | AF   | VF   | —    | —    | —    | 1 × S    |
| Kanada            | —    | —    | —    | —    | AF   | AF   | HF   | S    | VF   | S    | —    | VF   | S    | S    | AF   | 1    | VF   | —    | HF   | S    | —    | —    | 5 × S    |
| Cincinnati        | —    | —    | —    | —    | F    | S    | F    | HF   | HF   | AF   | AF   | VF   | VF   | HF   | F    | S    | 1    | AF   | AF   | VF   | —    | —    | 2 × S    |
| Essen             |      |      |      |      |      |      |      |      |      |      |      |      |      |      |      |      |      |      |      |      |      | —    | —        |
| Stuttgart         |      |      |      |      |      |      |      |      |      |      |      |      |      |      |      | VF   | AF   | —    | F    | VF   | —    |      | 1 × F    |
| Shanghai          | —    | —    | —    | —    | F    | HF   | VF   | HF   |      |      |      |      |      |      |      |      |      |      |      |      |      |      | 1 × F    |
| Paris             | —    | —    | —    | —    | S    | AF   | S    | AF   | AF   | —    | —    | —    | HF   | —    | AF   | F    | 1    | AF   | S    | AF   | —    | —    | 3 × S    |
| Olympische Spiele | —    |      |      |      | AF   |      |      |      | VF   |      |      |      | HF   |      |      |      | AF   |      |      |      | AF   |      | 1 × HF   |
| Davis Cup         | —    | —    | —    | —    | —    | 1    | 1    | PO   | PO   | —    | —    | PO   | —    | PO   | —    | PO   | PO   | —    | 1    | 1    | VF   | PO   | 1 × VF   |

Zeichenerklärung: S = Turniersieg; F, HF, VF, AF = Einzug ins Finale, Halb-, Viertel-, Achtelfinale; 1, 2, 3 = Ausscheiden in der 1., 2., 3. Haupt- / Finalrunde; Q1, Q2, Q3 = Ausscheiden in der 1., 2. 3. Qualifikationsrunde; RR = Round Robin (Gruppenphase); nicht ausgetragen oder andere Kategorie; PO (Playoff), P2 = Auf-/Abstiegsrunde zur Weltgruppe I/II im Davis Cup; W2 = Teilnahme in der Weltgruppe II

### Mixed
| Turnier         | 1997 | 1998 | 1999 | 2000 | 2001 | 2002 | 2003 | 2004 | 2005 | 2006 | 2007 | 2008 | 2009 | 2010 | 2011 | 2012 | 2013 | 2014 | 2015 | Karriere |
| --------------- | ---- | ---- | ---- | ---- | ---- | ---- | ---- | ---- | ---- | ---- | ---- | ---- | ---- | ---- | ---- | ---- | ---- | ---- | ---- | -------- |
| Australian Open | —    | HF   | AF   | —    | AF   | HF   | VF   | 1    | —    | S    | 1    | F    | S    | —    | VF   | HF   | VF   | AF   | 1    | S        |
| French Open     | S    | 2    | VF   | —    | HF   | VF   | F    | 1    | VF   | AF   | 1    | HF   | 1    | 1    | AF   | S    | 1    | —    | —    | S        |
| Wimbledon       | AF   | F    | 2    | 1    | HF   | S    | AF   | VF   | S    | 2    | 2    | 2    | AF   | 2    | F    | 2    | 1    | —    | 1    | S        |
| US Open         | 1    | VF   | S    | 1    | 1    | AF   | AF   | AF   | S    | —    | VF   | AF   | HF   | 1    | 1    | AF   | 1    | —    | —    | S        |